# Xyris muelleri
Xyris muelleri là một loài thực vật hạt kín trong họ Hoàng đầu. Loài này được Malme miêu tả khoa học đầu tiên năm 1927 publ. 1928.